# Ореанда (гостиница)
Гостиница «Ореанда» — отель в Ялте (Крым). Гостиница «Ореанда» была построена в 1907 году в стиле арт-деко и является одной из достопримечательностей Ялты. Она расположена на самом берегу Чёрного моря, на знаменитой ялтинской набережной, в окружении живописных крымских гор.
До аннексии Крыма Россией в 2014 году гостиница «Ореанда» входила в состав сети Premier Hotels and Resorts.

## История
Гостиница «Ореанда» была построена в 1907 году Александром Витмером — отставным генералом гусарского полка датского происхождения, профессором военной истории и тактики Академии генштаба, писателем и земским деятелем. Уже тогда «Ореанда» была признана лучшей гостиницей первого класса Ялтинского уезда и всего Крыма. Об открытии и устройстве отеля писали практически все газеты того времени.
|                         |
| Новые корпуса гостиницы |

Дореволюционные путеводители[какие?] рассказывают, что гостиница славилась «безукоризненной провизией, прекрасной мебелью, зеркальными стеклами, чистотой, хорошо устроенным садом». В вестибюлях отеля ни с чем не сравнимый запах сигар смешивался с ароматом свежемолотого кофе и дорогих духов, в художественном салоне выставлялись Айвазовский, Шишкин, Маковский, Верещагин и другие мастера, положившие начало культурным традициям «Ореанды».
В 1918, в период революционных событий в Ялте, гостиница использовалась под убежище и оборонительный пункт крымских противников большевистской власти. Из пулеметов, установленных на крыше здания гостиницы, велись обстрелы Набережной и её окрестностей, пока революционные матросы выстрелом с корабля не прекратили огонь, повредив при этом два гостиничных номера на третьем этаже.
После установления в Крыму Советской власти для «Ореанды» начался новый этап: она была гостиницей-пансионатом, здравницей, домом отдыха ЦИК СССР закрытого типа и санаторием НКВД.
В начале Великой Отечественной войны в гостинице размещался военный госпиталь. В послевоенный период гостиница «Ореанда» была преобразована в санаторий, где продолжали лечение раненые в годы войны солдаты и офицеры.
В 1958 году гостиницу подчинили крымскому отделению «Интуриста».
В начале 1970-х и затем в 2001 году «Ореанда» пережила несколько серьёзных реконструкций.
В гостинице проходили съёмки культового советского фильма «Асса».
29 сентября 2012 года перед гостиницей был открыт памятник писателю Юлиану Семёнову. Автор памятника — скульптор Александр Рукавишников.